# Mexidrilus constrictus
Mexidrilus constrictus är en ringmaskart som först beskrevs av Erséus 1980.  Mexidrilus constrictus ingår i släktet Mexidrilus och familjen glattmaskar. Inga underarter finns listade i Catalogue of Life.